# شبح الأوبرا (فلم 1943)
شبح الأوبرا (بالإنجليزية: Phantom of the Opera) هو فيلم رعب تم إنتاجه في الولايات المتحدة وصدر في سنة 1943.

## بطولة
- فريتز فيلد

### ترشيحات وجوائز
| السنة | الحدث  | الفئة              | النتيجة  |
| ----- | ------ | ------------------ | -------- |
|       | أوسكار | أفضل تصوير سينمائي | فـــــوز |

## الميزانية والإيرادات
بلغت تكلفة إنتاج الفيلم حوالي 1,750,000 دولار.

## وصلات خارجية
- مقالات تستعمل روابط فنية بلا صلة مع ويكي بيانات

1. ↑  "معلومات عن شبح الأوبرا (فيلم 1943) على موقع filmaffinity.com". filmaffinity.com. مؤرشف من الأصل في 2015-10-19.
2. ↑  "معلومات عن شبح الأوبرا (فيلم 1943) على موقع dfi.dk". dfi.dk. مؤرشف من الأصل في 2020-11-02.
3. ↑  "معلومات عن شبح الأوبرا (فيلم 1943) على موقع moviemeter.nl". moviemeter.nl. مؤرشف من الأصل في 2016-05-31.